# Praça de touros

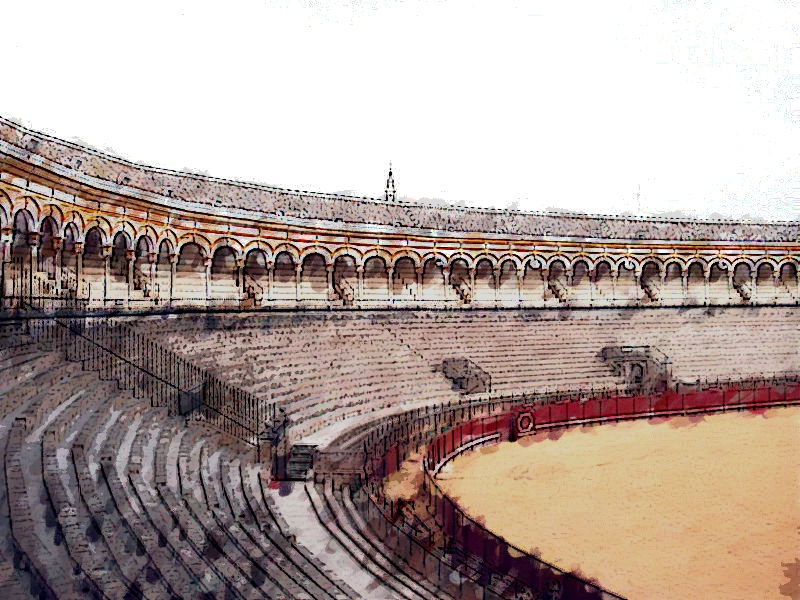
Reconstituição da Maestranza. 1765

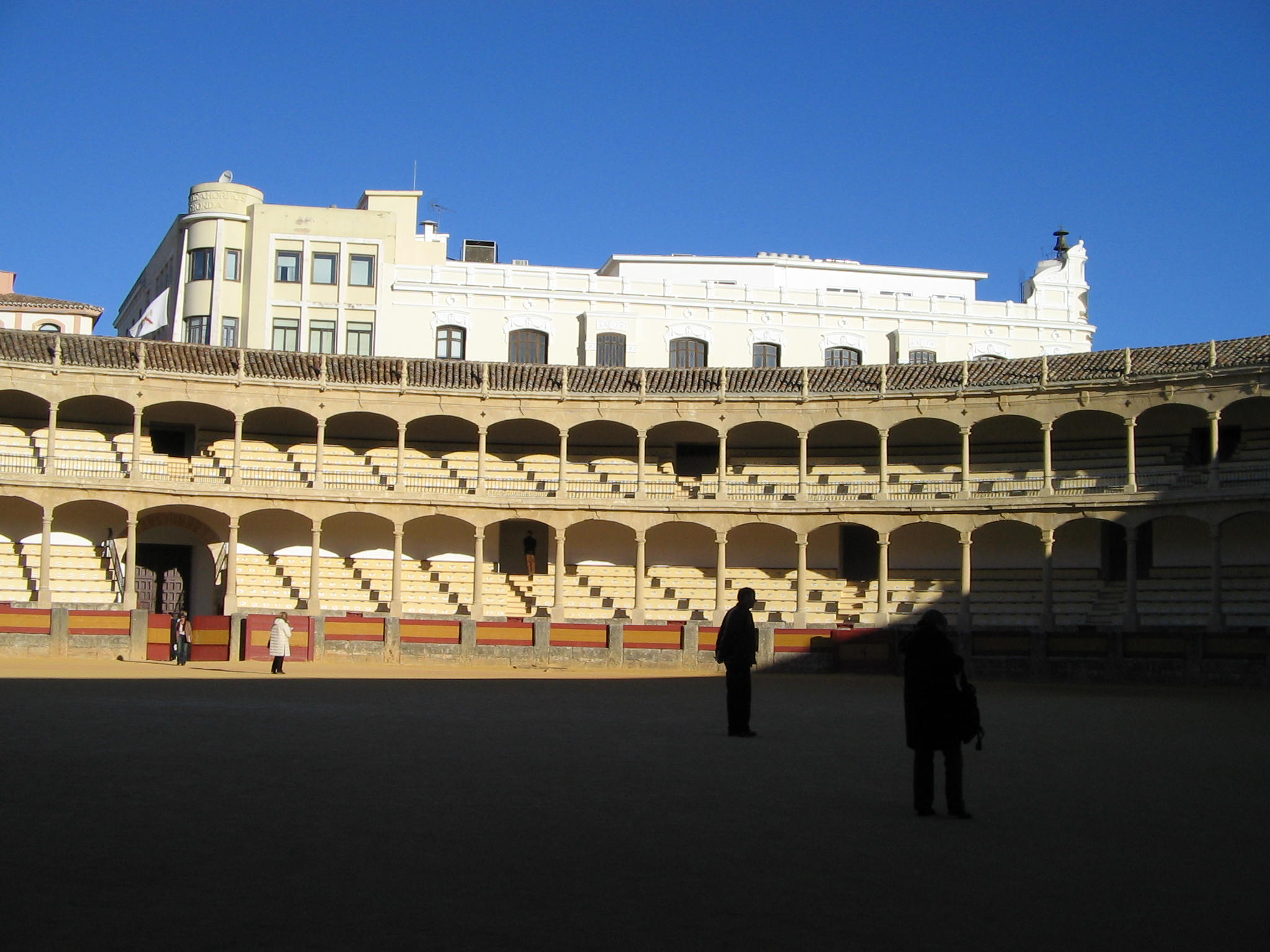
Praça de touros de Ronda.

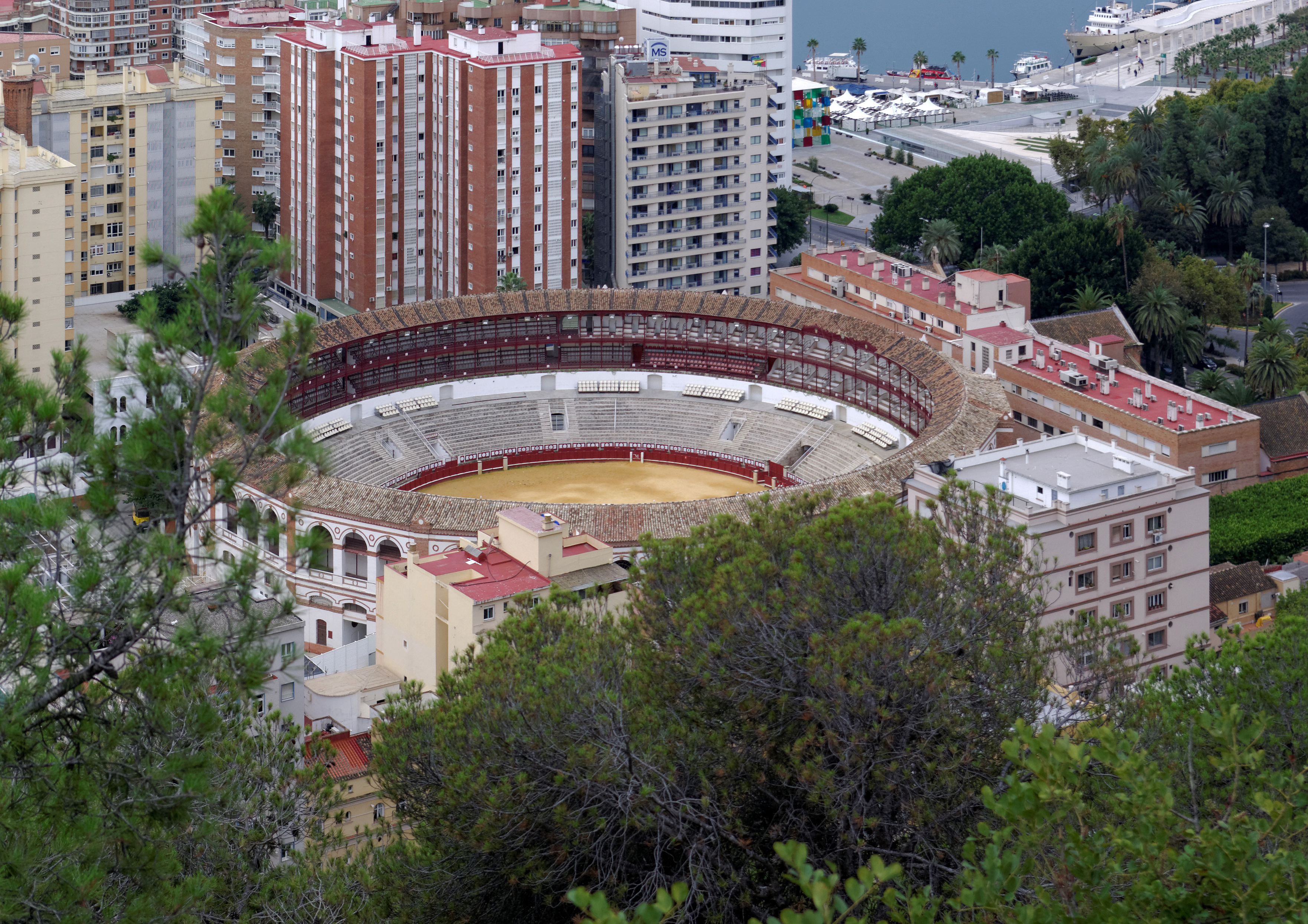
Praça de touros de Málaga, Espanha

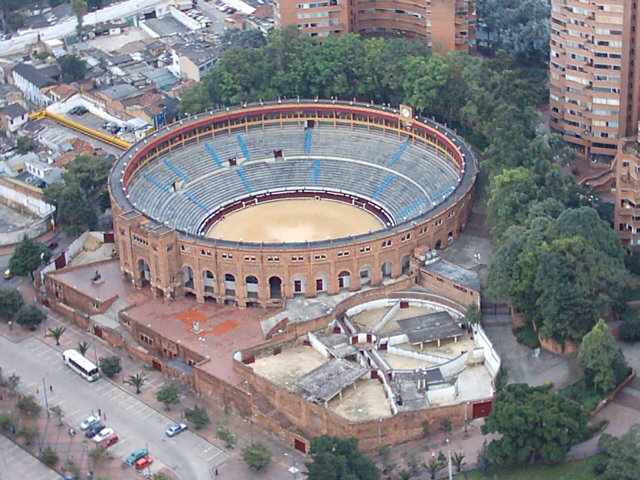
Praça de touros de Santamaría, Bogotá

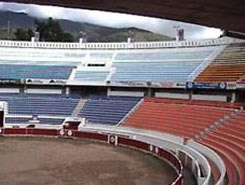
Praça de touros de San Cristóbal, Venezuela.

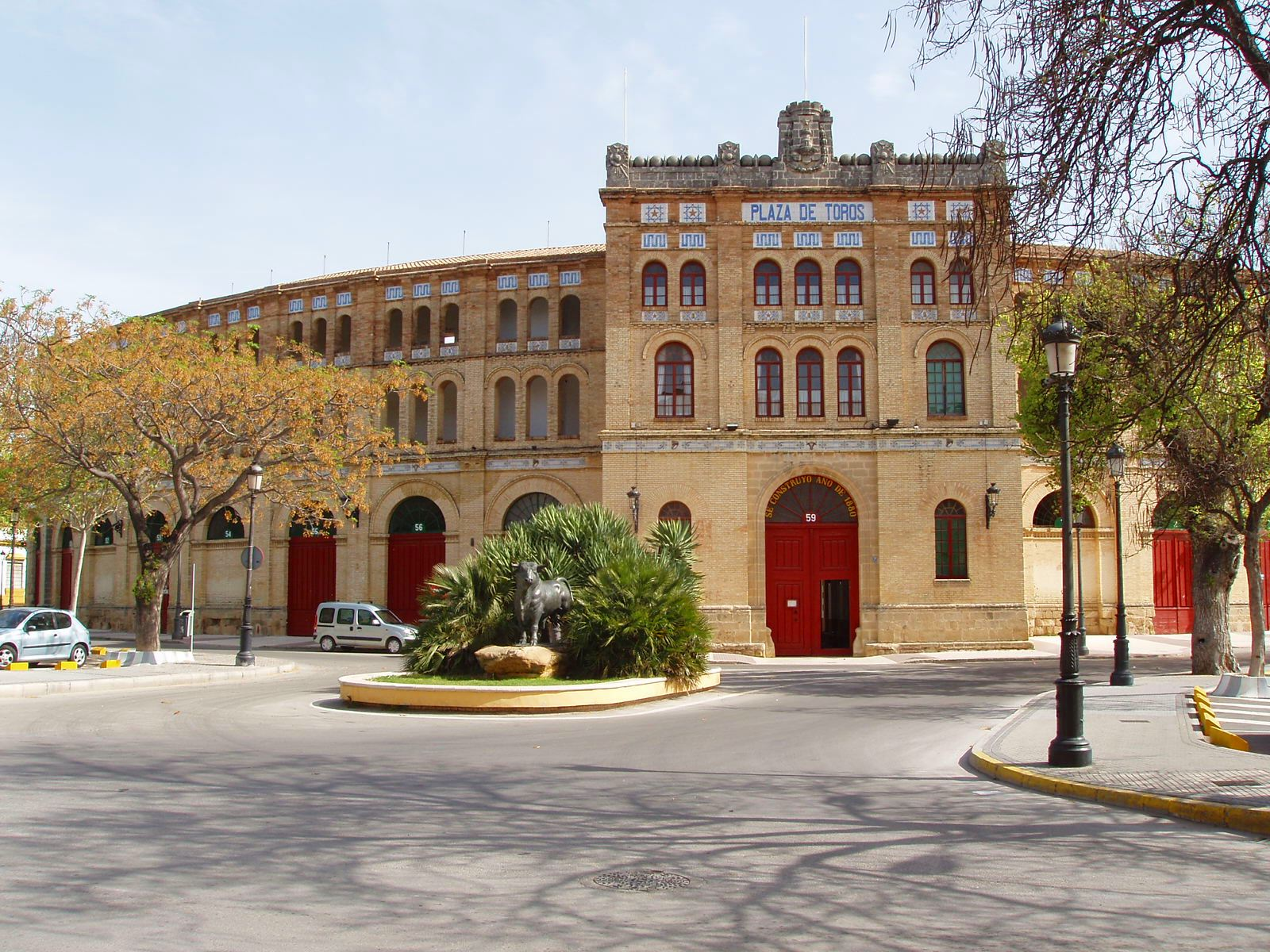
Praça El Puerto de Santa María, de 1880

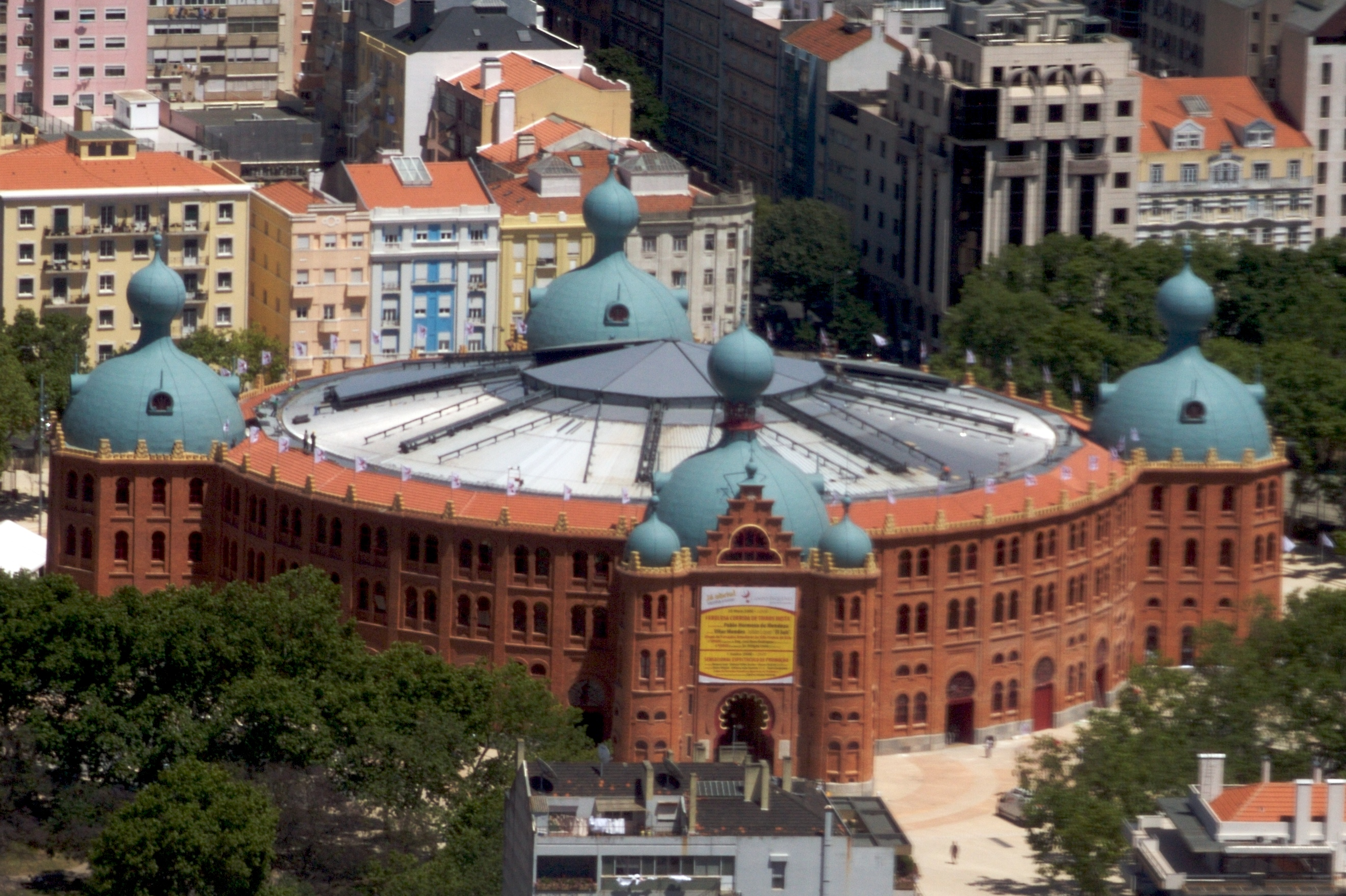
Praça de touros do Campo Pequeno em Lisboa.

Uma praça de touros é uma arena fechada, geralmente circular e descoberta, onde se realizam touradas.
Portugal, a par da Espanha são os países que têm mais praças de touros, sendo que em Portugal existem 76. 

## Praças de touros
As principais praças de touros estão, na Europa – quase exclusivamente em Espanha e Portugal - na América do Sul, Central e México: 

### Américas

#### Colômbia
- Praça de touros de Santamaría, Bogotá.
- Praça de touros Cañaveralejo, Cali.
- Praça de touros La Macarena, Medellín.
- Praça de touros El Bosque, Armenia.
- Praça de touros de Manizales, Manizales.
- Praça de touros de Vistahermosa, Bucaramanga.
- Praça de touros de Cartagena, Cartagena das Índias.
- Praça de touros Pepe Cáceres, Ibagué.
- Praça de touros de San Fermín, Pamplona.
- Praça de touros de Cúcuta, Cúcuta.

#### Equador
- Praça de touros de Quito, Quito.

#### México
- Praça de touros México, Cidade do México.
- Praça de touros Nuevo Progreso, Guadalajara.
- Praça de touros Monumental de Ciudad Juárez.
- Praça de touros Monumental de Aguascalientes, Aguascalientes.
- Praça de touros de San Marcos, Aguascalientes.
- Praça de touros la Luz de León, Guanajuato
- Praça de touros Santa María, Santiago de Querétaro.
- Praça de touros Monumental Zacatecas, Zacatecas.
- Praça de touros Silverio Pérez, de Texcoco.
- Praça de touros Monumental de Apizaco, Tlaxcala.
- Praça de touros Alberto Balderas, Autlán de la Grana, Jalisco.
- Praça de touros Revolución, de Irapuato.
- Praça de Mérida, Mérida.
- Praça de touros Calafia, de Mexicali.
- Praça de touros Palacio del Arte, Morelia.
- Praça de touros de la Concordia, em Orizaba.

#### Peru
- Praça de touros de Acho, em Lima.

#### Venezuela
- Praça de touros Monumental de Valência, Valência.
- Praça de touros Monumental de Pueblo Nuevo, San Cristóbal.
- Praça de touros Monumental Román Eduardo Sandia, Mérida.
- Praça de touros Monumental de Maracaibo, Maracaibo.
- Praça de touros Maestranza de Barcelona, Barcelona.
- Praça de touros Nuevo Circo de Caracas, Caracas.
- Praça de touros Maestranza César Girón, Maracay.
- Praça de touros de Valle de la Pascua, Valle de la Pascua.
- Praça de touros de Tovar, Tovar.
- Praça de touros de La Victoria, La Victoria.

### Europa

#### Espanha
- Praça de touros de Ronda, Ronda.
- La Maestranza, Sevilla.
- Praça de touros de Valencia, Valencia. (1860).
- Praça de touros de la Malagueta, Málaga. (1876).
- Praça de touros de El Puerto de Santa María, El Puerto de Santa María.
- Praça de touros de Vistalegre, Madrid.
- Praça de touros Monumental de Barcelona, Barcelona.
- Praça de touros de Las Ventas, Madrid. (1931)
- Praça de touros Las Arenas de Barcelona, Barcelona.
- Praça de Touros Monumental de Pamplona, Pamplona.
- Praça de touros de Cuatro Caminos, Santander.
- Praça de touros de la Misericordia, Zaragoza.
- Praça de touros de Vista Alegre, Bilbau.
- Praça de touros de Murcia, Murcia.
- Praça de touros de Madridejos, Madridejos
- Praça de touros de Gijón, Gijón.
- Praça de touros de Almería, Almería.
- Praça de touros de Pontevedra, Pontevedra.
- Coso de los Califas. Praça de touros de Córdoba
- Praça de touros de Logroño, Logroño.

#### França
- Arena de Arles, Arles.
- Arena de Nimes, Nimes.

#### Portugal
- Praça de Touros de Abiul, em Abiul
- Praça de Touros de Almeirim, em Almeirim
- Praça de Touros de Arronches, em Arronches
- Praça de Touros José Branco Núncio, em Alcácer do Sal
- Praça de Touros do Campo Pequeno, em Lisboa
- Praça de Touros da Póvoa de Varzim, em Póvoa de Varzim
- Praça de Touros Palha Blanco, em Vila Franca de Xira
- Praça de Touros Monumental Celestino Graça, em Santarém
- Praça de Touros Daniel do Nascimento, na Moita
- Arena d' Évora, em Évora
- Coliseu Comendador Rondão Almeida, em Elvas
- Praça de Touros de Estremoz, em Estremoz
- Praça de Touros José Varela Crujo, em Beja
- Praça de Touros de Coruche, em Coruche
- Praça de Touros de Albufeira, em Albufeira
- Praça de Touros Amadeu Augusto dos Santos, no Montijo
- Praça de Touros de Alcochete, em Alcochete
- Praça de Touros da Terrugem, na Terrugem
- Praça de Touros da Ilha Graciosa, em Santa Cruz da Graciosa (Ilha Graciosa - Açores)
- Coliseu de Redondo, em Redondo
- Praça de Touros de Montemor-o-Novo, em Montemor-o-Novo
- Praça de Touros José Elias Martins, em Portalegre
- Praça de Touros José Mestre Batista, em Reguengos de Monsaraz
- Praça de Touros de Santa Eulália, em Santa Eulália
- Praça de Touros de Sobral de Monte Agraço, em Sobral de Monte Agraço
- Praça de Touros de Alter do Chão, em Alter do Chão
- Praça de Touros da Ilha Terceira, em Angra do Heroísmo (Ilha Terceira - Açores)
- Praça de Touros Carlos Relvas, em Setúbal
- Praça de Touros de Sobral da Adiça, em Sobral da Adiça
- Praça de Touros da Nazaré, em Nazaré
- Praça de Touros Dr. Ortigão Costa, em Azambuja
- Praça de Touros do Cartaxo, no Cartaxo
- Praça de Touros de Moura, em Moura
- Coliseu Figueirense, na Figueira da Foz
- Praça de Touros João Moura, em Monforte
- Praça de Touros de Nave de Haver, em Nave de Haver
- Praça de Touros de Vila Viçosa, em Vila Viçosa
- Praça de Touros de Salvaterra de Magos, em Salvaterra de Magos
- Praça de Touros das Caldas da Rainha, em Caldas da Rainha
- Praça de Touros José Salvador, em Tomar
- Praça de Touros de Santo António das Areias, em Santo António das Areias
- Praça de Touros da Barquinha, em Vila Nova da Barquinha
- Praça de Touros da Chamusca, na Chamusca
- Praça de Touros José Marques Simões, em Arruda dos Vinhos

### África
Espanha
- Praça de touros de Melilla, Melilha

#### Argélia
- Praça de touros da Orã, Orã

#### Angola
- Praça de Touros de Luanda, Luanda

#### Marrocos
- Praça de Touros de Tânger, Tânger
- Praça de touros de Laiune, Laiune

#### Moçambique
- Praça de Touros de Maputo, Maputo